# ГЕС Кхара
ГЕС Кхара — гідроелектростанція на півночі Індії у штаті Уттар-Прадеш. Знаходячись після та ГЕС Кулхал (30 МВт), становить нижній ступінь каскаду на Джамні, правій притоці Гангу.
Кхара є останньою із чотирьох гідроелектростанцій (окрім неї, це також Дхакрані, Дхаліпур і Кулхал), споруджених на дериваційному каналі, який прокладений по лівобережжю Джамни від греблі Dakpathar. Пройшовши станцію Кулхал, ресурс прямує по каналу ще 13 км (з них 1,5 км у тунелі) до руслового машинного залу ГЕС Кхара. Основне обладнання останньої становлять три турбіни типу Френсіс потужністю по 24 МВт, які використовують напір у 43 метра.
Відпрацьована вода повертається до Джамни по завершальній ділянці каналу довжиною 4 км.